# James Peter Allaire
James Peter Allaire (12 de juliol de 1785 - 20 de maig de 1858) era un enginyer constructor de motors de vapor. Fundador de l’Allaire Iron Works (1815), la primera empresa de motors de vapor per la navegació a la ciutat de Nova York, i més tard de Howell Works (1822) a Wall Township, Nova Jersey. En el seu mèrit també s'inclou construir tant el primer motor de vapor compost per ús marí com la primera estructura de veïnatge de la ciutat de Nova York.